# Puchevillers
Puchevillers – miejscowość i gmina we Francji, w regionie Hauts-de-France, w departamencie Somma.
Według danych na rok 1990 gminę zamieszkiwały 483 osoby, a gęstość zaludnienia wynosiła 34 osoby/km² (wśród 2293 gmin Pikardii Puchevillers plasuje się na 547. miejscu pod względem liczby ludności, natomiast pod względem powierzchni na miejscu 224.).